# Sainte-Alvère
Sainte-Alvère foi uma comuna francesa na região administrativa da Nova Aquitânia, no departamento Dordonha. Estendia-se por uma área de 32,87 km². Em 2010 a comuna tinha 1 621 habitantes (densidade: 49,3 hab./km²).
Em 1 de janeiro de 2016, passou a formar parte da comuna de Sainte-Alvère-Saint-Laurent Les Bâtons, que por sua vez seria, em 2017, incorporada à nova comuna de Val de Louyre et Caudeau.